# محمد إبراهيم كاظم
محمد إبراهيم كاظم هو أكاديمي وأستاذ تربية مصري، مؤسس جامعة قطر وأول رئيس لها بين عامي 1977 و1986.

## تدرجه الأكاديمي
حصل إبراهم كاظم على درجة الدكتوراه في التربية من جامعة كنساس الأمريكية، ثم عمل محاضرا بكلية المعلمين في القاهرة سنة 1957 ثم محاضرا في طرق تدريس العلوم بجامعة عين شمس، كما شغل العديد من المناصب منها ملحق ثقافي بالسفارة المصرية في الفلبين وأستاذ مشارك للتربية بجامعة بغداد ومؤسس وعميد كلية التربية بجامعة الأزهر ومؤسس ورئيس لجامعة قطر وأول عميد لكلية التربية بها. كما كانت زوجته الدكتورة صفاء الأعصر (الأستاذة بجامعة عين شمس حالياً) من مؤسسي قسم الصحة النفسية بالكلية ذاتها. وفي عام 1986 انتقل للعمل مديراً إقليمياً لمكتب اليونسكو للتربية في العالم العربي والمنسق الإقليمي للمنطقة العربية وكذلك الممثل الشخصي لمدير عام اليونسكو في العالم العربي.
ترأس كاظم العديد من مجالس البحث العلمي في الجامعات، وكان عضواً بالجمعية المصرية للدراسات النفسية. حصل على العديد من الجوائز التقديرية، وحصل على درجة الدكتوراه الفخرية في العلوم الإنسانية من الجامعة الإسلامية في الفلبين عام 1983.
في عهده ـ وبترحيب منه ـ عمل الشيخ محمد الغزالي أستاذاً زائراً بكلية الشريعة في جامعة قطر، بدعوة من الشيخ يوسف القرضاوي، بعد أن هاجم الرئيس السادات الغزالي علناً، متهما إياه بأنه «داعية فتنة طائفية».
أسهم كاظم سنة 1983 في تأسيس «مركز إسهامات المسلمين في الحضارة» مع الشيخ محمد بن حمد بن عبد الله آل ثاني (وزير التربية القطرالأسبق) والشيخ يوسف القرضاوي والدكتور عز الدين إبراهيم والشيخ عبد الله الأنصاري، بغرض نشر أمهات الكتب في الحضارة الإسلامية.
إبراهيم كاظم هو شقيق كل من أستاذة الرياضيات الراحلة الدكتورة معصومة كاظم والكاتبة والناقدة صافي ناز كاظم.

## من مؤلفاته ودراساته
وضع كاظم أكثر من 100 دراسة متنوعة في مجالات التعليم والتربية والأصول الاجتماعية والتكنولوجيا واستخداماتها والسياسات العلمية والأكاديمية والتنظيمية، من هذه الدراسات والمؤلفات:
- العقوبات المدرسية: بحث ميداني، مكتبة الأنجلو المصرية، القاهرة (1959)[8]
- تطورات في قيم الطلبة، مكتبة الأنجلو المصرية، القاهرة (1962)
- اتجاهات في التعليم الشعبي، مكتبة الأنجلو المصرية، القاهرة (1962)[8]
- مرشد تمرين المدرس، مكتبة مصر (بالاشتراك مع عبد اللطيف فؤاد إبراهيم) (1972)[8]
- اعتبارات في سياسات قبول طلاب الجامعات في دول الخليج العربي في ضوء سياسات التنمية، الندوة الفكرية الأولى لرؤساء ومديري الجامعات بدول الخليج (بالاشتراك مع نبيل أحمد صبيح) (1982)
- دراسات في التربية الإسلامية وأصولها النظرية والفلسفية، مركز البحوث التربوية بجامعة قطر، الدوحة (1985).[9]
- اعتبارات ومعالم برنامج لمسيرة التعليم في مصر (دراسة)، سلسلة دراسات تربوية، رابطة التربية الحديثة، القاهرة (1987)

## اقتباسات من كتاباته
من ورقة له عن «بناء القيادات لمواجهة تحديات العصر»:
| محمد إبراهيم كاظم | ومحاولاتنا لرؤية المستقبل إنما هي في صميمها تحليل منظومي أو نسقي للماضي والحاضر في محاولة لصياغة وتشكيل المستقبل. هذه الصياغة لا يمكن أن تنفصل عن تفضيلاتنا ورؤانا في الحاضر واستهدافنا لصياغة مقصودة ومفضلة لمكوّنات الأحداث والأشياء والأشخاص والأفكار حتى تقع وفق هذه الرؤية. والفرق بين الرجم بالغيب المنهي عنه، والدراسات المستقبلية التي نهتم بها من قبيل الاهتمام بأمور الجماعة والمجتمع، هو أن الدراسات المستقبلية تبدأ في ضوء الحاضر أياً كان، وأياً كان رأينا فيه، بتصور الصيغة التي تمثل تفضيلاتنا لمسارنا نحو المستقبل، وتبين أن هذا المستقبل، لكي يُرجح وقوعه، يحتاج إلى توفير مقوّمات ومكوّنات، كما يحتاج – إذا كان موقفنا إيجابياً – إلى الإيمان والعلم والحساب والخيال والأمل والطموح. | محمد إبراهيم كاظم |